# 류방선
류방선(柳方善, 1388년 ~ 1443년)은 조선의 학자이다. 본관은 서산(瑞山). 자는 자계(子繼), 호는 태재(泰齋). 할아버지는 관찰사 류후(柳厚)이고, 아버지는 류기(柳沂)이며, 어머니는 지밀직사사(知密直司事) 이종덕(李種德)의 딸이다.

## 생애
1405년(태종 5) 국자사마시(國子司馬試)에 합격하고 성균관에서 공부하였다. 1409년 아버지 류기(柳沂)가 민무구(閔無咎)의 옥사에 관련된 것으로 연좌되어 서원(西原)으로 유배되었다가 이듬해에 영천에 이배되었다. 1415년 풀려나 원주에서 지내던 중 참소로 인하여 다시 영천에 유배되어 1427년(세종 9) 풀려났다. 유배생활중의 학행이 높이 드러나 유일(遺逸)로 천거되어 주부(主簿)에 천거되었으나 사양하였다.
12세 무렵부터 변계량(卞季良)·권근(權近) 등에게 수학하여 일찍부터 문명이 높았다. 특히 유배생활중에는 유배지 영천의 명승지에 ‘태재(泰齋)’라는 서재를 짓고 당시에 유배 또는 은둔생활을 하던 이안유(李安柔)·조상치(曺尙治) 등 문사들과 학문적인 교분을 맺고, 주변의 자제들에게 학문을 전수하여, 이보흠(李甫欽) 등의 문하생을 배출하였다. 원주에서 생활하던 동안 서거정(徐居正)·한명회(韓明澮)·권람(權擥)·강효문(康孝文) 등 문하생을 길러내었으며, 특히 시학(詩學)에 뛰어났다. 경현원(景賢院)과 영천 송곡서원(松谷書院)에 제향되었다. 저서로는 《태재집》이 있다.

## 가족 관계
- 증조부 : 류숙(柳淑)
- 조부 : 류후(柳厚) - 관찰사
  - 아버지 : 류기(柳沂) - 서령 부원군
- 외증조부 : 이색(李穡)
  - 어머니 : 이종덕(李種德)의 딸 한산이씨(李氏)
    - 부인 : 이원(李原)의 딸 고성 이씨
      - 장남 : 류윤경(柳允庚)
        - 손자 : 류수종(柳秀宗)
          - 증손자 : 류세번(柳世蕃)

      - 차남 : 류윤겸(柳允謙)
        - 손자 : 류혜동(柳惠同)
          - 증손 : 류호(柳濠)

      - 장녀 : 남양인(南陽人) 방준(房峻)에게 출가
      - 차녀 :  김해인(金海人) 김영견(金永堅)에게 출가
      - 삼녀 : 최영조(崔榮祖)에게 출가
      - 사녀 : 삼척인(三陟人) 김원신(金元信)에게 출가
      - 오녀 : 하양인(河陽人) 허식(許植)에게 출가